# Múscul palatoglòs
El múscul palatoglòs (musculus palatoglossus) o múscul glossopalatí, és un petit fascicle carnós, més estret en el centre que en qualsevol dels extrems que forma, juntament amb la membrana mucosa que cobreix la seva superfície, l'arc glossopalatí.

## Insercions
Té l'origen en la cara inferior del vel del paladar; sorgeix de la superfície anterior del paladar tou, on té continuïtat amb el múscul del costat oposat; després va cap avall, cap endavant i lateralment, per davant de l'amígdala palatina. S'insereix en el costat de la llengua. Algunes de les seves fibres s'estenen sobre el dors i altres passen en un nivell més profund i es mesclen amb el múscul transvers de la llengua.
La seva acció és la d'elevar la part posterior de la llengua i tancar l'istme orofaringi; també, ajuda en l'inici de la deglució. Aquest múscul pot evitar el vessament de saliva del vestíbul a l'orofaringe.

## Innervació
El palatoglòs és l'únic múscul de la llengua que no està innervat pel nervi hipoglòs (NC XII). Està innervat pel nervi vague (NC X). No obstant això, algunes fonts afirmen que el palatoglòs està innervat per fibres de la part cranial del nervi accessori espinal (NC XI) que viatgen a través del plexe faringi. Altres fonts afirmen que el palatoglòs no està innervat per la XI en relació al X, sinó que està innervat pel X a través del plexe faringi format a partir del IX i el X.